# Mad Love (JoJo)
Mad Love è il terzo album in studio della cantante statunitense JoJo, pubblicato il 14 ottobre 2016 dalla Atlantic Records.

## Tracce
Edizione standard
1. Music (Joanna Levesque, Justin Tranter, Hayley Warner, Jussi Karvinen) – 3:35
2. I Can Only (feat. Alessia Cara) (Alessia Caracciolo, Warner, Levesque, Jussi Karvinen, Tranter) – 3:20
3. Fuck Apologies (feat. Wiz Khalifa) (Levesque, Taylor Parks, Cameron Thomaz, Oscar Holter, Matt Friedman, Joe Kirkland, Jason Dean) – 3:15
4. FAB. (feat. Remy Ma) (Levesque, Mackie, Warner, Kirkland, Dean, Karvinen) – 3:35
5. Mad Love (Levesque, Nikki Flores, Josh Monroy) – 4:04
6. Vibe (Levesque, Antonina Armato, Tim James) – 3:07
7. Honest (Levesque, Warner, Kirkland, Dean, Svante Halldin, Jakob Hazell) – 5:20
8. Like This (Levesque, Sidnie Tipton, Monroy) – 3:41
9. Edibles (Levesque, Tranter, Warner, Karvinen) – 3:49
10. High Heels (Levesque, Whiskey Water, Zak Waters, TJ Routon) – 3:21
11. I Am (Jaden Michaels, Eric Rosse, Alex Dezen) – 3:57

Edizione deluxe - Tracce bonus
1. Clovers (Levesque, Gino Barletta, Monroy) – 3:24
2. Reckless (Levesque, Michael Kintish, Ryan Gray Hawken) – 3:42
3. Good Thing (Levesque, Amish Dilipkumar Patel, Uzoechi Osisioma Emenike) – 3:30
4. Rise Up (Levesque, Warner, Kirkland, Dean, Halldin, Hazell) – 3:24

## Classifiche
| Classifica (2016) | Posizione massima |
| ----------------- | ----------------- |
| Australia         | 48                |
| Belgio (Fiandre)  | 126               |
| Canada            | 22                |
| Irlanda           | 70                |
| Regno Unito       | 46                |
| Stati Uniti       | 6                 |